# Ovophis monticola
Ovophis monticola är en ormart som beskrevs av Günther 1864. Ovophis monticola ingår i släktet Ovophis och familjen huggormar. IUCN kategoriserar arten globalt som livskraftig.
Arten förekommer i södra Asien från Nepal och södra Kina till Malackahalvön och Taiwan. Den lever i kulliga områden och i bergstrakter mellan 800 och 2600 meter över havet. Habitatet kan variera mellan skogar, buskskogar, gräsmarker och kulturlandskap.
Ovophis monticola är aktiv på natten och vistas främst på marken. Den jagar främst gnagare.

## Underarter
Arten delas in i följande underarter:
- O. m. convictus
- O. m. monticola
- O. m. makazayazaya
- O. m. orientalis
- O. m. zhaokentangi
- O. m. zayuensis